# Величко Сергій Миколайович
Сергій Миколайович Величко (нар. 9 серпня 1976, Сімферополь) — колишній український футболіст, воротар. По завершенні ігрової кар'єри став тренером воротарів. Майстер спорту України.
Найбільш відомий виступами за сімферопольську «Таврію», за яку виступав з 1997 по 2005 рік.

## Біографія
Вихованець СДЮШОР «Таврія» (Сімферополь). 
У 1993 році розпочав свою професійну кар'єру в клубі «Фрунзенець» (Саки), який незабаром змінив свою назву на «Динамо» і виступав у другій лізі.
Навесні 1997 року повернувся до рідної «Таврії». Спочатку Сергій програвав конкуренцію більш досвідченому Максиму Левицькому, проте після того, як на початку 1999 року Левицький покинув кримський клуб, Величко став основним голкіпером.
Проте у сезоні 2002/03 в команді з'явився досвідчений Богдан Стронціцький, який став основним голкіпером, тому Величко був змушений відправитись в оренду до друголігового сімферопольського «Динамо».
Після повернення до «Таврії» Величко не зміг повернути собі місце в основі, поступившись місцем легіонерам — азербайджанцю Джахангіру Гасанзаде і грузину Гріголу Чантурії, тому Величко став запасним воротарем і за наступні 2,5 роки зіграв лише у п'яти матчах чемпіонату.
Наприкінці 2005 року Величко покинув «Таврію» і на правах вільного агента підписав контракт з ужгородським «Закарпаттям», проте і тут не зміг стати основним голкіпером, а після того як ужгородський клуб по завершенні сезону вилетів до першої ліги, Сергій покинув команду.
В липні 2006 року підписав контракт з першоліговим «Нафтовиком-Укрнафтою». Перший матч у складі «Нафтовика-Укрнафти» провів 21 липня 2006 року проти чернігівської «Десни», в якому пропустив 1 гол. В новій команді Величко став основним воротарем. У сезоні 2006/07 він відстояв у всіх 34 іграх чемпіонату і допоміг клубу виграти першу лігу і вперше в історії вийти до прем'єр-ліги. Там, незважаючи на ряд перемог, у тому числі сенсаційну виїзну перемогу 1-0 над чемпіоном України «Динамо» (Київ), за результатами сезону 2007—2008 років клуб набрав на одне очко менше ніж ФК «Харків», що зайняв «рятівну» 14 позицію, і знову опустився до першої ліги. 
Незважаючи на це, Величко продовжив виступи за охтирський клуб і покинув його лише на початку 2009 року, підписавши контракт з полтавською «Ворсклою». У новому клубі Величко не зміг виграти конкуренцію у багаторічного лідера «Ворскли» Сергія Долганського. Полтавчани у сезоні 2008/09 стали володарями кубку України, проте в усіх весняних матчах клубу в турнірі Величко залишався на лаві запасних. В подальшому Величко залишався в тіні Долганського, виходячи на поле лише в разі необхідності. У тому числі і у трьох матчах Ліги Європи восени 2011 року.
Влітку 2012 року завершив кар'єру футболіста і став тренером воротарів в молодіжній та юнацькій команді «Таврії».
Після анексії Криму росіянами перейшов на бік окупантів і працював тренером у ряді кримських футбольних клубів. Також виступав за збірну ветеранів Криму на пропагандистських змаганнях.

## Статистика
| Сезон   | Клуб                   | Ліга           | Чемпіонат | Чемпіонат | Кубок | Кубок | Дублери | Дублери | Єврокубки | Єврокубки |
| Сезон   | Клуб                   | Ліга           | Ігри      | Голи      | Ігри  | Голи  | Ігри    | Голи    | Ігри      | Голи      |
| ------- | ---------------------- | -------------- | --------- | --------- | ----- | ----- | ------- | ------- | --------- | --------- |
| 1993-94 | «Фрунзенець» (Саки)    | Перехідна ліга | 1         | -1        | —     | —     | —       | —       | —         | —         |
| 1994—95 | «Динамо» (Саки)        | Друга ліга     | 21        | -10       | —     | —     | —       | —       | —         | —         |
| 1995—96 | «Динамо» (Саки)        | Друга ліга     | 32        | -36       | 1     | -2    | —       | —       | —         | —         |
| 1996—97 | «Динамо» (Саки)        | Друга ліга     | 7         | -7        | 2     | -1    | —       | —       | —         | —         |
| 1996—97 | «Таврія»               | Вища ліга      | 5         | -10       | 0     | -0    | —       | —       | —         | —         |
| 1997—98 | «Таврія»               | Вища ліга      | 9         | -11       | 0     | -0    | —       | —       | —         | —         |
| 1998—99 | «Таврія»               | Вища ліга      | 11        | -13       | 3     | -2    | —       | —       | —         | —         |
| 1999—00 | «Таврія»               | Вища ліга      | 18        | -32       | 1     | -1    | —       | —       | —         | —         |
| 2000—01 | «Таврія»               | Вища ліга      | 12        | -12       | 2     | -3    | —       | —       | —         | —         |
| 2001—02 | «Таврія»               | Вища ліга      | 16        | -28       | 2     | -3    | —       | —       | 4         | -9        |
| 2002-03 | «Таврія»               | Вища ліга      | 14        | -20       | 2     | -1    | —       | —       | —         | —         |
| 2002-03 | «Динамо» (Сімферополь) | Друга ліга     | 3         | -5        | —     | —     | —       | —       | —         | —         |
| 2003—04 | «Таврія»               | Вища ліга      | 1         | -1        | 0     | 0     | —       | —       | —         | —         |
| 2004-05 | «Таврія»               | Вища ліга      | 4         | -4        | 2     | -5    | 15      | -?      | —         | —         |
| 2005-06 | «Таврія»               | Вища ліга      | 0         | -0        | 0     | 0     | 12      | -?      | —         | —         |
| 2005-06 | «Закарпаття»           | Вища ліга      | 2         | -5        | 0     | 0     | 1       | -?      | —         | —         |
| 2006-07 | «Нафтовик-Укрнафта»    | Перша ліга     | 35        | -29       | 0     | 0     | —       | —       | —         | —         |
| 2007—08 | «Нафтовик-Укрнафта»    | Вища ліга      | 12        | -14       | 2     | -2    | 0       | 0       | —         | —         |
| 2008-09 | «Нафтовик-Укрнафта»    | Перша ліга     | 16        | -23       | 0     | 0     | —       | —       | —         | —         |
| 2008-09 | «Ворскла»              | Прем'єр-ліга   | 2         | -2        | 0     | 0     | 2       | -1      | —         | —         |
| 2009-10 | «Ворскла»              | Прем'єр-ліга   | 9         | -12       | 0     | 0     | 0       | 0       | —         | —         |
| 2010-11 | «Ворскла»              | Прем'єр-ліга   | 7         | -7        | 0     | 0     | 0       | 0       | —         | —         |
| 2011-12 | «Ворскла»              | Прем'єр-ліга   | 5         | -7        | 1     | -0    | 1       | -2      | 3         | -1        |

## Досягнення
- Переможець Першої ліги України: 2006/07